# مارجوري هولمز
مارجوري هولمز (بالإنجليزية: Marjorie Holmes)‏ هي كاتِبة أمريكية، ولدت في 1910، وتوفيت في 13 مارس 2002.